# Макондо (издавачка кућа)
„Макондо“ је издавачка кућа из Београда, основана 2012, специјализована за стрипове и класичну књижевност. Најпознатији су по Маринијевом серијалу „Орлови Рима“.

## Библиотеке
Библиотека „Валкире“
- Орлови Рима (Les Aigles de Rome), књ I, аутор Енрико Марини, превод са француског Бранислав Глумац, 2012.  978-86-8916-100-7
- Орлови Рима књ II.  978-86-89161-01-4.
- Орлови Рима књ III.  978-86-89161-02-1.
- Орлови Рима књ IV, 2014.  978-86-89161-14-4.

Едиција „Вечни класици“ — Библиотека „Лига изузетних џентлмена“
На Сајму књига у Београду 2012, кућа је представила нову библиотеку у којој ће бити објављено пет класичних дела европске књижевности, романа на којима се заснива чувени стрипски серијал Алана Мура „Лига изузетних џентлмена“. Концепт библиотеке, осим нових превода, укључује и илустрације и поговоре домаћих стваралаца.
- Чудни случај доктора Џекила и господина Хајда, Роберт Луис Стивенсон, превео Бојан Боснић, илустровао Ивица Стевановић, поговор написао Дејан Огњановић. 2012.  978-86-89161-05-2. стр. 100.
- Двадесет хиљада миља под морем, Жил Верн, превео Бора Грујић, илустровао Алекса Гајић, поговор написао Давид Албахари. 2013.  978-86-89161-11-3. стр. 216.
- Невидљиви човек, Херберт Џорџ Велс, превела Весна Вирцбургер, илустровао Огњен Здравковић, поговор написао Давид Албахари. 2014.  978-86-89161-20-5. стр. 112.
- Дракула, Брем Стокер
- Рудници цара Соломона, Рајдер Хагард

Библиотека „Колт“
- Десберг, Стивен и Енрико Марини. Пустињска звезда (LʼEtoile du désert), 2014, превод Жељка Јанковић.  978-86-89161-19-9
- Тафтс, Ворен. Ленс 1 (Lance), 2015. Превод Кристијан Релић; предговор Зоран Ђукановић.  978-86-89161-22-9
- Тафтс, Ворен. Ленс 2, 2015. — || —-  978-86-89161-23-6

Посебна издања
- Боландови стрипови (Bolland Strips!), Брајан Боланд, превео Кристијан Релић. 2012.  978-86-89161-03-8.